# Francesco Ardissone
Prof. Francesco Ardissone ( Diano Marina 1837 - Milán 1910) fue un científico y naturalista italiano.

## Biografía
Estudia en la Universidad de Génova con Giuseppe De Notaris, insigne estudioso de las criptógamas, obteniendo la licenciatura de profesor de Historia natural en el «Collegio Guido Nolfi» de Fano. Se interesó sobre todo en la algología y atraído en el estudio de la flora marina de Acireale. En 1870 se establece en Milán donde el 17 de abril de 1871 obtiene la cátedra de Botánica en la "Regia Scuola Superiore di Agricoltura", un instituto universitario que permitía una laurea trienal en "Ciencia Agraria", y la dirección científica y administrativa del anexo Orto botanico di Brera. En 1874 inicia la publicación de Floridee Italiche. Y en 1877 Ardissone deviene presidente de la "Sociedad Criptogámica Italiana" y da inicio a la publicación de la II serie del'Erbario Crittogamico Italiano y en 1883 de la Phycologia mediterranea. Esta obra vino apreciada y premiada por la Academia de las Ciencias francesa. Del 1897 a 1899 Ardissone fue director de la "Regia Scuola Superiore di Agricoltura".

## Obra
- Francesco Ardissone. Le Floridee Italiche, descritte ed illustrate da Francesco Ardissone. Comprende: 1.1: Rivista delle callitanniee italiche; 1.5: Spyridieae, dumontieae, rhodymenieae; 2.1: Hypneaceae, Gelidiae, Sphaerococcoideae; 2.2: Squamarieae, Wrangelieae, Chondrieae; 2.3: Rhodomelaceae. Milano : Tipografia Editrice lombarda, 1874-1878
- Francesco Ardissone. Phycologia mediterranea : parte prima : Floridee . Varese : Tip. Ferri di Maj e Malnati, 1883
- Francesco Ardissone. Phycologia mediterranea : parte seconda : Cosporee zoosporee-schizosporee. Varese : Tip. Maj e Malnati, 1886

## Honores

### Eponimia
- (Asteraceae) Hieracium ardissonei Zahn[3]
- La abreviatura «Ardiss.» se emplea para indicar a Francesco Ardissone como autoridad en la descripción y clasificación científica de los vegetales.[4]